# Salvatore Giuliano (opéra)
Salvatore Giuliano est un opéra en un acte de Lorenzo Ferrero sur un livret italien de Giuseppe Di Leva, qui a été conçu pour être réalisé en double affiche avec Cavalleria rusticana de Pietro Mascagni. L’œuvre a été commandée par le Teatro dell'Opera di Roma et créée le 25 janvier 1986.
Située en Sicile, l'histoire est inspirée de la vie du légendaire personnage historique Salvatore Giuliano (1922-1950), un paysan sicilien qui a combattu les autorités italiennes au nom d'un mouvement séparatiste.

## Création
La production originale avec la mise en scène de Luciano Damiani et sous la direction de Gustav Kuhn a fait l'objet d'une monographie intitulée Nascita di un opéra : Salvatore Giuliano, qui a été publiée en 1987 par le photographe Lorenzo Capellini. L'opéra a eu deux autres nouvelles productions en Allemagne, la première dirigée par Frank Cramer et réalisée au Mainfranken Theater Würzburg le 13 mai 1987 et la seconde par Johannes Wedekind au Staatstheater Kassel le 8 juin 1996.

### Distribution de la création
- Salvatore Giuliano : Nicola Martinucci (ténor)
- Gaspare Pisciotta, son lieutenant : Franco Giovine (baryton)
- La mère de Giuliano : Giovanna Casolla (mezzo-soprano)
- Maria, une journaliste : Zorayda Salazar (soprano lyrique)
- Le colonel Luca : Roberto Scandiuzzi (basse)
- Un Mafioso : Giovanni De Angelis (basse baryton)
- Un représentant du EVIS : Vito Maria Brunetti	(basse)
- Pasquale Sciortino, beau-frère de Giuliano : Mario Ferrara	 (ténor)

Habitants de Montelepre, membres du gang Giuliano, Carabiniers, soldats, chœurs et voix de soprano en coulisse.	
- Chef d’orchestre : Gustav Kuhn

## Argument
L'action se déroule dans l'ouest de la Sicile, Montelepre et les montagnes environnantes, dans la seconde moitié des années 1940.
Dans un village vide à l'aube, un coup de feu retentit et on voit un homme qui court. Lorsque le village se réveille, un représentant de l'EVIS, l'Armée volontaire pour l'indépendance de la Sicile, vient parler aux habitants et présenter Salvatore Giuliano. Pendant son discours, l'homme incite les villageois à soutenir la lutte du EVIS pour l'indépendance. Après avoir promis son soutien à la cause, Giuliano reste seul avec son lieutenant, Gaspare Pisciotta. Ils discutent de la façon de libérer la mère de Giuliano de prison quand, inattendue, elle revient escortée par un Mafioso. Giuliano se rend compte qu'il a contracté une dette avec la Mafia.
Dans son bastion, Giuliano raconte l’histoire de sa vie à Maria, une journaliste suédoise qui est venue l'interviewer. Il souligne qu'il est devenu bandit par hasard, à cause de sa pauvreté et de l'injustice de l'État italien. Il avoue qu'il espère un pardon et d’émigrer en Amérique. L'entretien est interrompu par le Mafioso qui est retourné a réclamer ses droits. Il demande à Giuliano d'attaquer les communistes lors de la parade de la Fête du Travail à Portella della Ginestra en échange de protection de la Mafia et de l’aide à sa demande d'amnistie. Giuliano accepte.
Après le massacre, le colonel Ugo Luca, chef de la force de police spéciale qui vient d’être formée pour la répression du banditisme, réfléchit sur l’ordre du ministre de l'Intérieur de liquider Giuliano parce que maintenant il sait trop. Pendant ce temps-là, à la réception de mariage de sa sœur, Giuliano se livre à un acte irréparable et exécute cinq mafiosi, qui sont venus l'informer de la taille pour sa capture établie par les autorités de Rome. Consterné par ce crime, le Mafioso rencontre le colonel Luca et, tandis que la police emporte les cadavres, ils conviennent d'unir leurs forces contre Giuliano. Pisciotta est convoqué par le colonel, qui réussit à le convaincre de trahir Giuliano, en échange de sa propre vie. Pendant une dernière tentative désespérée, Pisciotta essaie de persuader Giuliano à s’échapper, mais Giuliano refuse de partir. Dans le village vide, comme au début, les ombres de deux hommes apparaissent sur le fond: l’un tire un coup de feu et l’autre tombe. Les lumières du village s’étaignent et on entend la voix d'une femme appeler : "Giuliano!"

## Airs et extraits
L’Intermezzo pour orchestre que dépeint le massacre de Portella della Ginestra et l’air de Giuliano Poi andrò in America ont été extraits pour l’exécution en concert,. L’air a été joué la première fois à la Palm Beach Opera en février 1992.